# Fear of a Black Planet
Fear of the Black Planet —en español: Miedo de un planeta negro— es el tercer álbum del grupo estadounidense de hip hop Public Enemy, lanzado el 10 de abril de 1990 por Columbia y Def Jam.
En 2005 el álbum fue incluido en el National Recording Registry por The Library of Congress en los Estados Unidos, y en 2020 fue ubicado en el puesto 176 de la lista de los 500 mejores álbumes de todos los tiempos de la revista Rolling Stone. También fue incluido en el libro 1001 Albums You Must Hear Before You Die.